# تو باید آرام باشی
تو نیاز داری آرام شوی (به انگلیسی: You Need to Calm Down) تک‌آهنگ از هنرمند اهل ایالات متحده آمریکا تیلور سوئیفت است که در ۱۴ ژوئن ۲۰۱۹ توسط ریپابلیک رکوردز برای هفتمین آلبوم استودیویی عاشق (۲۰۱۹) خود منتشر کرد. همین‌طور موزیک ویدیوی این تک آهنگ در ۱۶ ژوئن ۲۰۱۹ منتشر شد. این ترانه و موزیک ویدئوی آن مضمون دفاع از حقوق همجنس‌گرایان و دیگر دگرباشان جنسی دارد.
این آهنگ ابتدا در چارت آیتونز از آهنگ راه جاده قدیمی از لیل نس ایکس گذشت و به رتبه ۱# رسید. این سی و سومین آهنگ تیلور سویفت بود که به رتبه #۱ در آیتونز آمریکا رسید؛ و وی را تبدیل به اولین آریتست زن در تاریخ شد که بیشترین میزان نامبر وان را در آیتونز آمریکا به دست آورده‌است. این آهنگ در اولین روز انتشارش در اسپاتیفای رتبه ۱# را در اسپاتیفای آمریکا با بیش از ۲٫۴ میلیون استریم و رتبه ۱۰# در اسپاتیفای انگلستان با بیش از ۲۹۰هزار استریم و در اسپاتیفای جهانی رتبه ۳# با بیش از ۵ میلیون استریم به دست آورد. به از آن تو نیاز داری آرام شوی از تیلور سویفت توانست با پشت سر گذاشتن گروه کره ای بی‌تی‌اس با بیش از ۲۱ هزار امتیاز توانست در چارت آیتونز جهانی رتبه ۱# را به دست آورد.
این تک آهنگ توانست در ۳۰# کشور در آیتونز رتبه ۱# را به دست آورد. این آهنگ توانست بیش از ۵۰۰٬۰۰۰ هزار نسخه در آمریکا فروش داشته باشد و گواهی طلا را از RIRA دریافت کند. تو نیاز داری آرام شوی در چارت بریتانیا رتبه ۵# را به دست آورد؛ و سپس در ۱۰۰ آهنگ داغ بیلبورد رتبه ۲# را به دست آورده‌است.
در موزیک ویدئوی این ترانه هانا هارت، لاورن کاکس، چستر لاکهارت، تدریک هال، هیلی کییوکو، جس فرگوسن، جاستین میکیتا، سی‌یرا، پنج بازیگر اصلی کوئیر آی (تن فرنس، بابی برک، کارمو براون، آنتونی پروسکی، جاناتان ون نس), آدام ریپون، آدام لمبرت، الن دی‌جنرس، بیلی پورتر، روپال، کیتی پری، جید جولی و رایان رینولدز بازی کرده‌اند.